# Coors Brewing Company

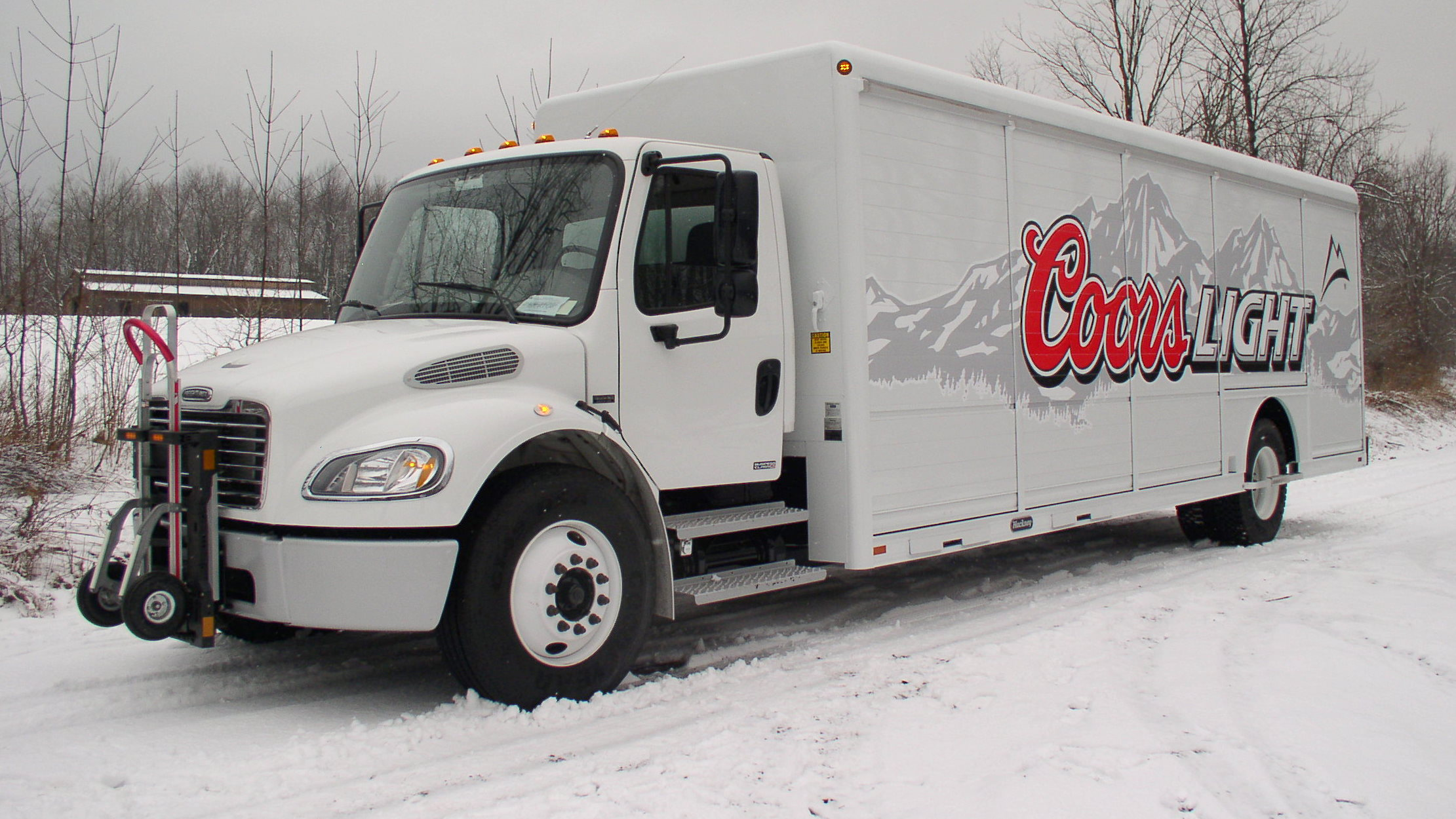
Caminhão da marca Coors Light.

A Coors Brewing Company é uma divisão regional da quinta maior cervejaria do mundo, a Molson Coors Brewing Company. A divisão é a terceira maior cervejaria dos Estados Unidos. A cervejaria em Golden, Colorado é a maior do mundo em um único local. Também tem a sua versão Coors Light.
- Interior da cervejaria Coors em Golden, Colorado.
- Garrafa australiana de Coors Light, onde é vendida somente como Coors.